# Dylan Demuynck
Dylan Sylvaan Kelly Elizalde Demuynck (Waregem, 6 maggio 2004) è un calciatore belga naturalizzato filippino, centrocampista dello Zulte Waregem e della nazionale filippina.

## Biografia
È nato in Belgio da padre belga e madre filippina.

## Carriera

### Club
Demuynck è cresciuto nel settore giovanile dello Zulte Waregem, con cui ha debuttato il 23 luglio 2022 nell'incontro di Pro League vinto 2-0 contro il Seraing. Il 9 settembre 2023 ha segnato il suo primo gol nel successo per 4-1 sul Sint-Lenaarts.

### Nazionale
Ha giocato nelle nazionali giovanili belghe Under-15 ed Under-20.
Nel maggio del 2024 ha ricevuto la prima convocazione da parte della nazionale filippina ed il 6 giugno ha esordito giocando titolare l'incontro di qualificazione per il campionato mondiale 2026 perso 3-2 contro il Vietnam.

## Statistiche

### Presenze e reti nei club
Statistiche aggiornate al 6 giugno 2024.
| Stagione        | Squadra         | Campionato      | Campionato | Campionato | Coppe nazionali | Coppe nazionali | Coppe nazionali | Coppe continentali | Coppe continentali | Coppe continentali | Altre coppe | Altre coppe | Altre coppe | Totale | Totale | Totale |
| Stagione        | Squadra         | Comp            | Pres       | Reti       | Comp            | Pres            | Reti            | Comp               | Pres               | Reti               | Comp        | Pres        | Reti        | Pres   | Reti   |        |
| --------------- | --------------- | --------------- | ---------- | ---------- | --------------- | --------------- | --------------- | ------------------ | ------------------ | ------------------ | ----------- | ----------- | ----------- | ------ | ------ | ------ |
| 2022-2023       | Zulte Waregem   | D1              | 2          | 0          | CB              | 1               | 0               |                    | -                  | -                  |             | -           | -           | 3      | 0      |        |
| 2023-2024       | Zulte Waregem   | D2              | 20         | 2          | CB              | 3               | 1               |                    | -                  | -                  |             | -           | -           | 23     | 3      |        |
| Totale carriera | Totale carriera | Totale carriera | 22         | 2          |                 | 4               | 1               |                    | -                  | -                  |             | -           | -           | 26     | 3      |        |

### Cronologia presenze e reti in nazionale
| Cronologia completa delle presenze e delle reti in nazionale ― Corea del Sud | Cronologia completa delle presenze e delle reti in nazionale ― Corea del Sud | Cronologia completa delle presenze e delle reti in nazionale ― Corea del Sud | Cronologia completa delle presenze e delle reti in nazionale ― Corea del Sud | Cronologia completa delle presenze e delle reti in nazionale ― Corea del Sud | Cronologia completa delle presenze e delle reti in nazionale ― Corea del Sud | Cronologia completa delle presenze e delle reti in nazionale ― Corea del Sud | Cronologia completa delle presenze e delle reti in nazionale ― Corea del Sud |
| Data                                                                         | Città                                                                        | In casa                                                                      | Risultato                                                                    | Ospiti                                                                       | Competizione                                                                 | Reti                                                                         | Note                                                                         |
| ---------------------------------------------------------------------------- | ---------------------------------------------------------------------------- | ---------------------------------------------------------------------------- | ---------------------------------------------------------------------------- | ---------------------------------------------------------------------------- | ---------------------------------------------------------------------------- | ---------------------------------------------------------------------------- | ---------------------------------------------------------------------------- |
| 6-6-2024                                                                     | Hanoi                                                                        | Vietnam                                                                      | 3 – 2                                                                        | Filippine                                                                    | Qual. Mondiali 2026                                                          | -                                                                            | 88’                                                                          |
| Totale                                                                       |                                                                              | Presenze                                                                     | 1                                                                            |                                                                              | Reti                                                                         | 0                                                                            |                                                                              |

## Palmarès

### Club

#### Competizioni nazionali
- Challenger Pro League: 1

Zulte Waregem: 2024-2025